# Jiří Sabou
Jiří Sabou (* 5. prosince 1974, Beroun) je bývalý český fotbalový záložník, od roku 2018 sportovní ředitel klubu FC Hradec Králové. Vystudoval stavební fakultu ČVUT, obor pozemní stavby. Studium zakončil titulem inženýr.

## Fotbalová kariéra
Začínal v Berouně, 14 let strávil v divizním fotbalovém klubu Králův Dvůr. V roce 1999 přestoupil do FK Viktoria Žižkov a následně během léta 2004 do FK Teplice, odkud se v lednu 2009 vrátil do FK Viktoria Žižkov. Po půl roce (v létě 2009) se vrátil zpět do Králova Dvora, hrajícího tehdy třetí nejvyšší soutěž – Českou fotbalovou ligu (ČFL). V lize odehrál celkem 253 utkání a vstřelil 29 gólů. V utkáních Poháru UEFA nastoupil úhrnem 18x a dal jeden gól. V letech 2001 - 2002 byl v širší nominaci do reprezentace.

## Trenérská kariéra
V létě 2017, po definitivním ukončení aktivní hráčské kariéry, převzal jako hlavní trenér FK Králův Dvůr. Sezóna 2016/2017 se nakonec stala nejúspěšnější sezónou tohoto klubu v historii. V českém poháru dokázali "Cábelíci" (přezdívka klubu) nejprve porazit FK Teplice (1:0), poté na penalty přešli přes FK Jablonec a nakonec klub vypadl až s Bohemians Praha (1:3). V ČFL navíc přidali 4. místo. Sabou ještě stihl odtrénovat půlrok sezóny 2017/2018 (s týmem se rozloučil opět na čtvrté pozici) a v lednu se oficiálně stal výkonným ředitelem klubu FC Hradec Králové.

## Sportovní ředitel
V lednu 2018 se oficiálně stal výkonným ředitelem FC Hradce Králové, kde nahradil Richarda Jukla, který se přesunul do představenstva klubu na pozici místopředsedy.[zdroj?] V létě 2019 se v klubu měnily pozice funkcionářů, kdy zanikl post výkonného ředitele a Sabou od té doby působí jako sportovní ředitel.[zdroj?] Roku 2021 se fotbalistům klubu podařilo postoupit do nejvyšší soutěže v České republice. První ročník po návratu dokončil klub na šestém místě, což bylo jeho nejlepší umístění od roku 1963.

## Mimo hřiště
Jiří Sabou se pokoušel krátit daně vykazováním fiktivních nákladů. Český finanční úřad jeho záměry odhalil a případ se dostal až k Evropskému soudnímu dvoru, který rozhodl ve fotbalistův neprospěch. Sabou musel daně doplatit.

## Fotbalové úspěchy
- Vítěz Poháru ČMFS (2001)
- 3× třetí místo v Gambrinus lize (2001/2002, 2002/2003, 2004/2005)
- Postup do Fortuna Ligy (2020/2021)

## Ligová bilance
| Ročník                 | Zápasy | Góly | Klub               |
| ---------------------- | ------ | ---- | ------------------ |
| Gambrinus liga 1998/99 | 5      | 0    | FK Viktoria Žižkov |
| Gambrinus liga 1999/00 | 13     | 1    | FK Viktoria Žižkov |
| Gambrinus liga 2000/01 | 27     | 4    | FK Viktoria Žižkov |
| Gambrinus liga 2001/02 | 29     | 6    | FK Viktoria Žižkov |
| Gambrinus liga 2002/03 | 29     | 1    | FK Viktoria Žižkov |
| Gambrinus liga 2003/04 | 27     | 4    | FK Viktoria Žižkov |
| Gambrinus liga 2004/05 | 23     | 2    | FK Teplice         |
| Gambrinus liga 2005/06 | 26     | 4    | FK Teplice         |
| Gambrinus liga 2006/07 | 26     | 3    | FK Teplice         |
| Gambrinus liga 2007/08 | 22     | 2    | FK Teplice         |
| Gambrinus liga 2008/09 | 14     | 1    | FK Teplice         |
| Gambrinus liga 2008/09 | 12     | 1    | FK Viktoria Žižkov |
| CELKEM                 | 253    | 29   |                    |